# Типаев, Владимир Николаевич
Владимир Николаевич Типаев (род. 21 апреля 1960, Сталинград) — советский и российский тренер по лёгкой атлетике. Заслуженный тренер России (1995). Заслуженный работник физической культуры Российской Федерации (2012).

## Биография
Владимир Николаевич Типаев родился 21 апреля 1960 года в Сталинграде. В 1983 году окончил Волгоградский государственный институт физической культуры.
С 1989 года является директором СДЮШОР «Каустик» г. Волгограда, а в настоящее время — директором ГБУВО «Центр спортивной подготовки по легкой атлетике».
Владимир Николаевич подготовил ряд мастеров спорта международного класса и мастеров спорта, среди которых:
- Антонина Кривошапка — многократный призёр чемпионатов мира, Европы и финалистка Олимпийских игр 2012 года в Лондоне[5][6][7][8];
- Екатерина Григорьева (Лещёва) — участница Олимпийских игр, чемпионатов мира и Европы;
- Ольга Товарнова — серебряный призёр чемпионата Европы в помещении 2013 года[9];
- Екатерина Федотова — неоднократная победительница первенств России;
- Егор Кибакин — чемпион России в помещении 2015 года[10][11]
- Анастасия Коршунова — трёхкратный бронзовый призёр чемпионатов России (2012, 2015, 2019);
- Ольга Топильская — двукратная чемпионка Универсиады 2011 года[12][13];
- Анастасия Жолобова — чемпионка России среди юниоров 2014 года, чемпионка России среди юниоров в помещении 2017 года[14][15].
- Анна Кайгородова (Гефлих) — бронзовая призёрка Универсиады 2011 года, чемпионка России[16].
- Анастасия Соловьёва — чемпионка России (2009, 2010)[17].

Типаев принимал участие в эстафете олимпийского огня «Сочи 2014».

## Награды и звания
- Почётное звание «Заслуженный тренер России» (1995).
- Почётное звание «Заслуженный работник физической культуры Российской Федерации» (2012)[19].
- Почётный знак «За заслуги в развитии физической культуры и спорта» (2012)[20].
- Медаль ордена «За заслуги перед Отечеством» II степени (2013)[21].